# Amphiorchis amphiorchis
Amphiorchis amphiorchis är en plattmaskart. Amphiorchis amphiorchis ingår i släktet Amphiorchis och familjen Spirorchiidae. Inga underarter finns listade i Catalogue of Life.